# Ziziphus mucronata
Espèce
Ziziphus mucronata, le Jujubier de l'hyène, est une espèce de plantes à fleurs de la famille des Rhamnacées. C'est une plante ligneuse.

## Synonymes
- Ziziphus baclei DC.
- Ziziphus madecassus H. Perrier (1943)
- Ziziphus adelensis Delile
- Ziziphus bubaliana Schult.
- Ziziphus mitis A. Rich.

## Répartition
Afrique, Arabie.

## Liste des sous-espèces
Selon Catalogue of Life (1 avril 2016), NCBI (1 avril 2016), Tropicos (1 avril 2016)  :
- Ziziphus mucronata subsp. mucronata
- Ziziphus mucronata subsp. rhodesica